# Zbigniew Pakleza
Zbigniew Pakleza (ur. 5 grudnia 1986 w Gliwicach) – polski szachista, arcymistrz od 2014 roku.

## Kariera szachowa
W roku 2001 zdobył w Zakopanem brązowy, a w 2002 w Bartkowej srebrny medal mistrzostw Polski juniorów (oba w kategorii do lat 16). Wielokrotnie reprezentował Polskę na mistrzostwach świata i Europy juniorów, największy sukces odnosząc w roku 2002, kiedy zdobywał w hiszpańskim mieście Peñíscola brązowy medal mistrzostw Europy w grupie do lat 16. Kolejne sukcesy odniósł w roku 2003, zajmując w Budvie IV m. w Europie oraz w Chalkidiki VII m. na świecie (oba turnieje w kategorii do lat 18). W 2004 zdobył w barwach klubu PTSz Płock złoty medal na drużynowych mistrzostwach Polski juniorów, rozegranych w Koszalinie. W 2006 podzielił II m. (za Jakubem Czakonem) w otwartym turnieju w Castelldefels, natomiast w 2007 podzielił I m. w openach w San Sebastian (m.in. z Kevinem Spraggettem) oraz Sitges (z Wiktorem Moskalenko i Władimirem Burmakinem). W 2008 r. ponownie podzielił I m. w Sitges (wspólnie m.in. z Karenem Movsziszianem i Aleksiejem Barsowem), a na ekstralidze w Karpaczu zwyciężył na V szachownicy i wypełnił normę na tytuł arcymistrza. W 2014 r. podzielił I m. w Retimnie (wspólnie ze Jackiem Stopą i Alberto Davidem) oraz zwyciężył w Bratto, wypełniając kolejną arcymistrzowską normę.
Najwyższy ranking w dotychczasowej karierze osiągnął 1 czerwca 2015 r., z wynikiem 2520 punktów zajmował wówczas 26. miejsce wśród polskich szachistów.